# 乌永
乌永（法語：Ouillon，法語發音：[ujɔ̃]）是法国大西洋比利牛斯省的一个市镇，属于波城区。

## 历史
1385年的记录里说乌永有十户人家，隶属于波城。它曾经是阿尔泰兹德贝阿恩和莫尔拉斯医院骑士团的财产。在宗教上乌永属于莱斯卡尔主教管理。
乌永位于波城以东约10千米。省道39、62和362通往乌永。

## 地理
乌永（43°19'14"N, 0°13'37"W）面积6.38 平方千米，位于法国新阿基坦大区大西洋比利牛斯省，该省份为法国东南部省份，涵盖了贝阿恩与北巴斯克，西临大西洋比斯開灣，北至朗德省，东北接热尔省，东临上比利牛斯省，南与西班牙接壤。阿杜尔河和呂伊河流经乌永。
与乌永接壤的市镇（或旧市镇、城区）包括：昂端、埃斯佩谢德、加巴斯通、莫尔拉斯。
乌永的时区为UTC+01:00、UTC+02:00（夏令时）。

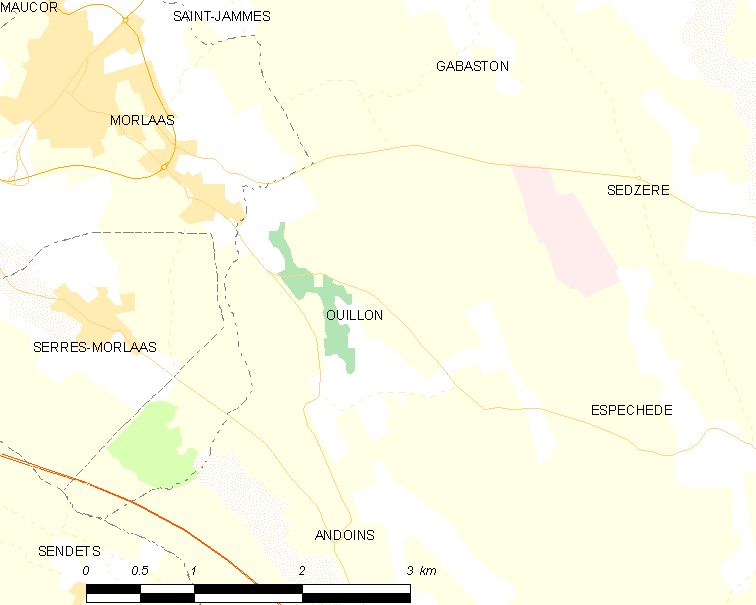
乌永的OSM定位图

## 行政
乌永的邮政编码为64160，INSEE市镇编码为64438。

## 政治
乌永所属的省级选区为莫尔拉斯与蒙塔内雷斯地区县。

## 人口

1962-2008年间乌永人口变化图示

乌永于2022年1月1日时的人口数量为552人。